# Elfriede Paul

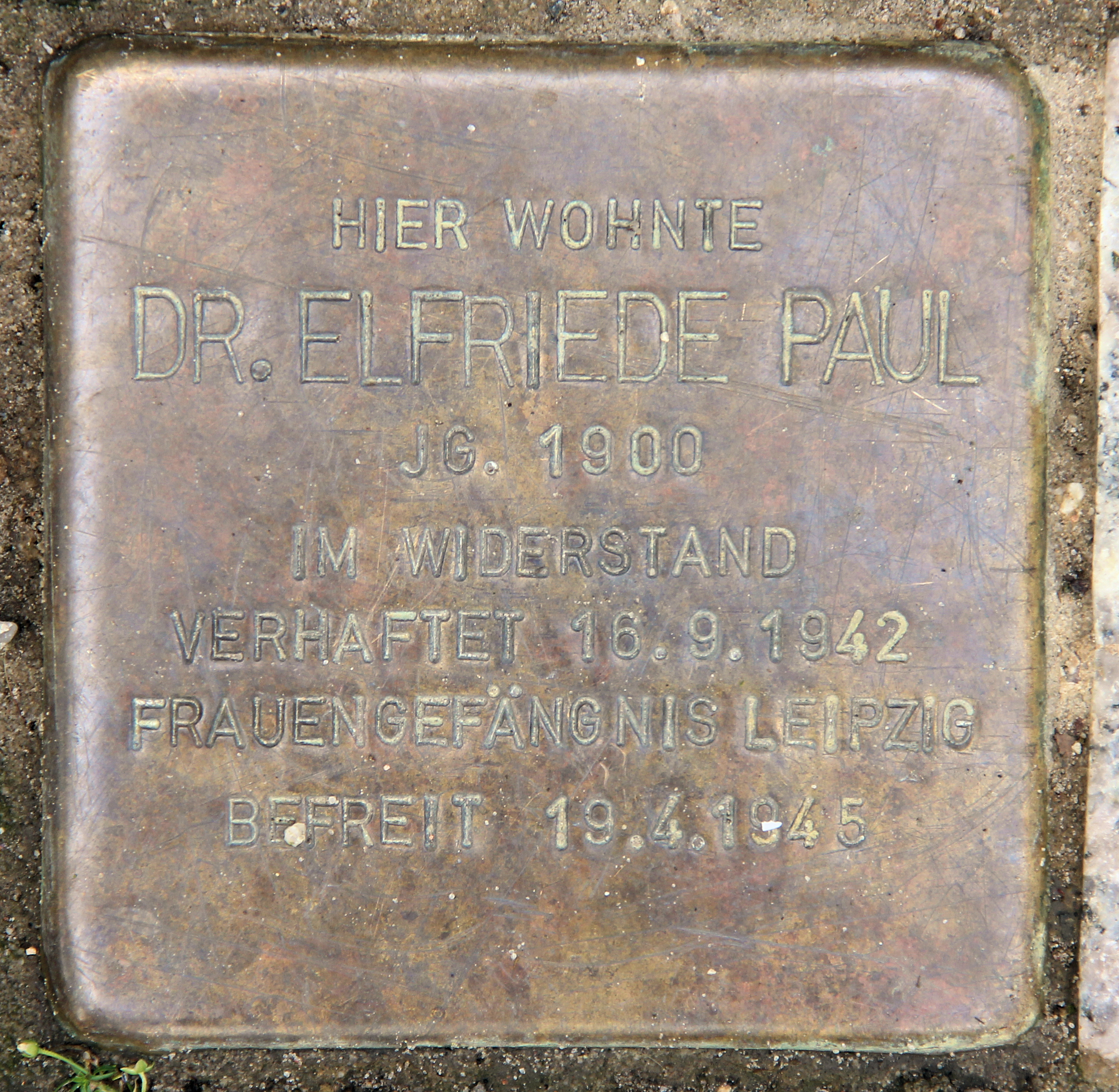
Stolperstein vor dem Haus Sächsische Straße 63a in Berlin-Wilmersdorf

Elfriede Paul (* 14. Januar 1900 in Köln; † 30. August 1981 in Ahrenshoop) war eine deutsche Ärztin, Gesundheitspolitikerin und Widerstandskämpferin in der Roten Kapelle.

## Leben
Elfriede Paul war die Tochter eines Lithographen. Sie besuchte nach der Mittelschule 1915/1916 das Lyzeum in Hamburg-Harburg und anschließend die Klosterschule St. Johannis, wo sie das Lehrerinnenseminar besuchte. 1920 bestand sie die Reifeprüfung und erlangte 1921 schließlich die Lehrbefähigung für höhere Schulen. Durch ihren Vater entdeckte sie die Lust am Wandern und schloss sich einer SPD-nahen Jugendorganisation an. Durch ihre Jugendliebe kam sie zur KPD, der sie 1921 offiziell beitrat. Von 1921 bis 1924 war sie als Lehrerin und danach als Leiterin eines Kinderheims (Waisenhauses) in Hamburg beschäftigt. 1926 begann sie ein Medizin-Studium in Berlin und Wien. Ihren Lebensunterhalt musste sie durch Gelegenheitsarbeiten bestreiten. 1932/33 wurde sie Mitarbeiterin der Zeitschriften Sanatorium und Gesundheit und Erziehung. 1933 legte sie das medizinische Staatsexamen in Berlin ab und absolvierte anschließend das praktische Jahr im Strahlungsinstitut der Friedrich-Wilhelms-Universität. Die Approbation erhielt sie 1934, danach war sie als unbezahlte Volontär-Assistentin im Hygienischen Institut der Universität und gleichzeitig in der „Beratungsstelle für Erb- und Rassepflege der Stadt Berlin“, in der Säuglingsfürsorge im Bezirk Mitte sowie als Schulärztin tätig. In ihrer Dissertation von 1936 beschäftigte sie sich mit der Beeinflussung der Menstruation durch das Landjahr und wurde zum Dr. med. promoviert. 1936 eröffnet sie eine eigene Praxis in der Sächsischen Straße in Berlin-Wilmersdorf.
1936 ist auch das Jahr, in dem sie Walter Küchenmeister kennen und lieben lernte. Über ihn bekam sie Kontakt zu den Widerstandsgruppen um Harro Schulze-Boysen und Arvid Harnack. Ihre Praxis wurde zum Treffpunkt und Nachrichtenzentrum. Nach außen hin hatte sie sich durch Mitgliedschaften in der Nationalsozialistischen Volkswohlfahrt (1933), im Bund Deutscher Mädel (1935) und im Nationalsozialistischen Deutschen Ärztebund (1936) mit dem Nationalsozialismus arrangiert.
Im Herbst 1942 wurde Paul verhaftet und Anfang 1943 vom Reichskriegsgericht wegen Hochverrats zu sechs Jahren Zuchthaus verurteilt. Nach Haft im Gefängnis Berlin-Alexanderplatz und Polizeigefängnis Charlottenburg wurde sie im Juli 1943 in das Frauenzuchthaus Cottbus transportiert und Anfang 1945 in die Haftanstalt Leipzig/Klein-Meusdorf.
Nach der Befreiung vom Nationalsozialismus eröffnete Paul im August 1945 zunächst eine Praxis in Burgdorf bei Hannover, wohin ihre Schwester die Berliner Praxiseinrichtung hatte retten können. Sie saß als Vertreterin der KPD im örtlichen Entnazifizierungsausschuss. Mit Gründung des Landes Hannover im August 1946 wurde sie Minister für Aufbau, Arbeit und Wohlfahrt einschließlich des Gesundheitswesens. Zugleich vertrat sie die KPD im Landtag. Beide Funktionen endeten im November 1946, als Hannover im neugebildeten Land Niedersachsen aufging.
1947 siedelte Paul in die sowjetische Besatzungszone über und wurde Abteilungsleiterin für Betriebsgesundheitsfürsorge der Deutschen Wirtschaftskommission in Berlin. Von 1949 bis 1950 übernahm sie die ärztliche Leitung der Versicherungsanstalt Berlin. Sie war danach kurzzeitig als Betriebsärztin tätig und wurde Assistentin am Hygienischen Institut der Universität Berlin. Nachdem 1951 Sozialhygiene Staatsexamensfach im Medizinstudium der DDR geworden war, wurde Paul 1955 die erste Frau, die sich in der DDR in diesem Fach habilitierte. Doch auch sie musste erfahren, „dass es (auch) unter unseren gesellschaftlichen Verhältnissen noch Wissenschaftler gab, die Frauen Hindernisse in den Weg legten“, wie sie später schrieb.

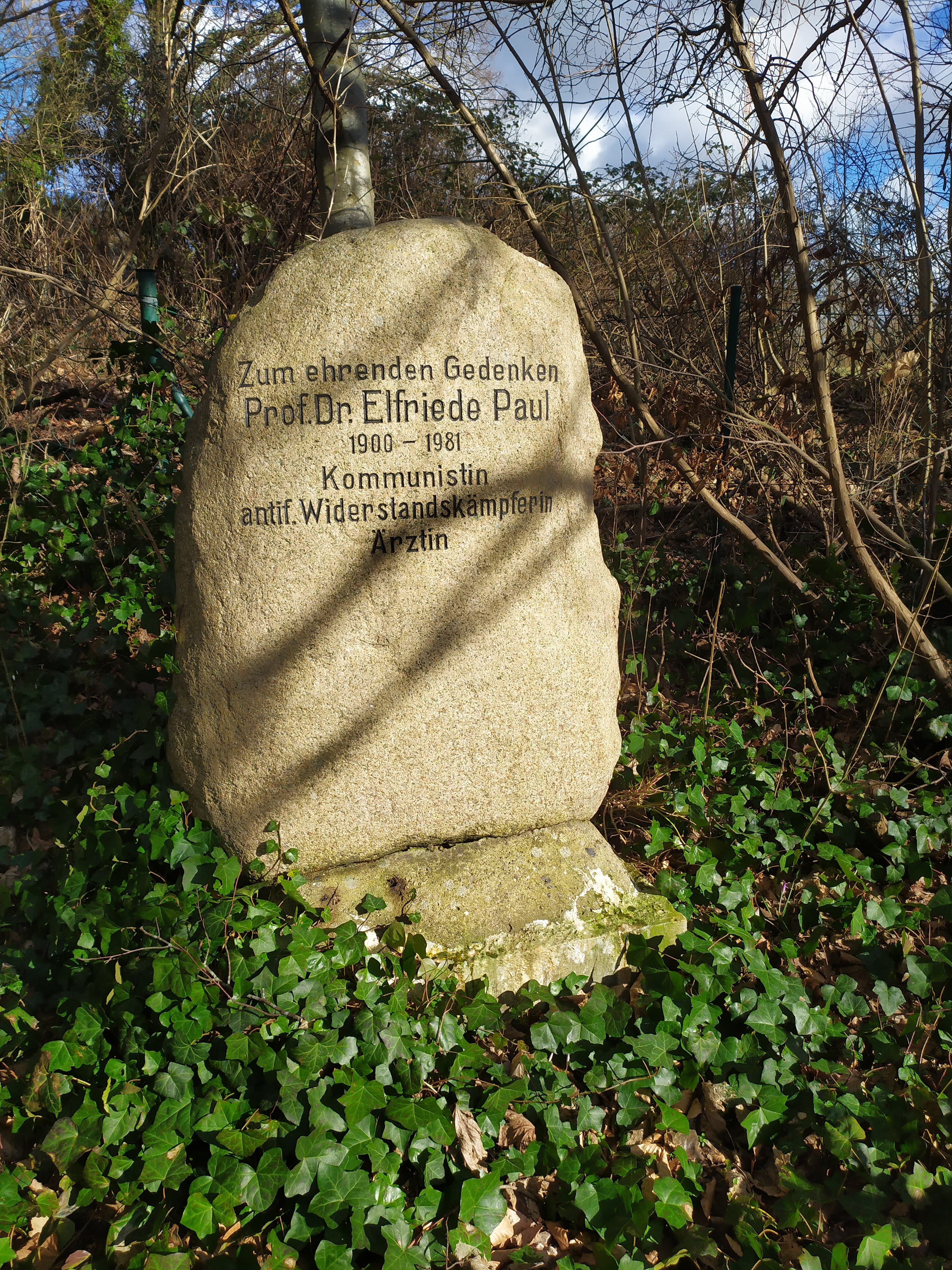
Grabstätte in Ahrenshoop

Ihre Habilitationsschrift verfasste sie über „Untersuchungen über Ursachen, Häufigkeit und Dauer der Arbeitsunfähigkeit bei Frauen“. Sie war nicht nur die erste Frau im Fach Sozialhygiene, sondern im gesamten damaligen Lehrkörper in Magdeburg.
Von 1954 bis 1956 stand sie der Arbeitssanitätsinspektion der Abteilung Gesundheitswesen beim Berliner Magistrat vor, für den sie in den beiden Jahren zuvor zur Arbeitsunfähigkeit von Frauen forschte. Am 1. August 1956 wurde sie zur Direktorin des Instituts für Sozialhygiene der Medizinischen Akademie Magdeburg berufen. „Es war mir nicht leicht gefallen“, schrieb sie in ihren Memoiren, „während der Nazizeit auf meine wissenschaftliche Laufbahn zu verzichten. Dann hatte die Haft meine ärztliche Praxis unterbrochen, und nach der Befreiung standen zunächst andere Aufgaben im Vordergrund.“
Elfriede Paul erhielt an der Medizinischen Akademie Magdeburg (MAM) ab 1957 zusätzlich einen Lehrauftrag für Arbeitsmedizin. Als Sozialhygienikerin bezog sie Kliniker der verschiedensten Gebiete in die Vorlesungsreihe „Arbeitshygiene“ ein. Ab 1960 war sie zudem Stadtverordnete in Magdeburg. Sie trat 1964 in den Ruhestand.

## Werkauswahl
- Gesundheitsschutz der Frau in unserer Landwirtschaft. Verlag Volk und Gesundheit, Berlin 1974.
- Ein Sprechzimmer der Roten Kapelle. Berlin 1981.
- Wegbegleiter auf unebener Straße. In: Günther Albrecht, Wolfgang Hartwig (Hrsg.): Ärzte – Erinnerungen, Erlebnisse, Bekenntnisse. Berlin 1988, S. 93–117.

## Auszeichnungen (Auswahl)
- Hufeland-Medaille (1958)
- Medaille für Kämpfer gegen den Faschismus 1933 bis 1945 (1958)
- Vaterländischer Verdienstorden in Bronze (1959), in Silber (1965) und in Gold (1975)
- Ehrenspange zum Vaterländischen Verdienstorden in Gold (1980)[5]

Den größten Teil der Auszeichnungen erhielt sie allerdings erst in den 1960er und 1970er Jahren.

## Ehrungen

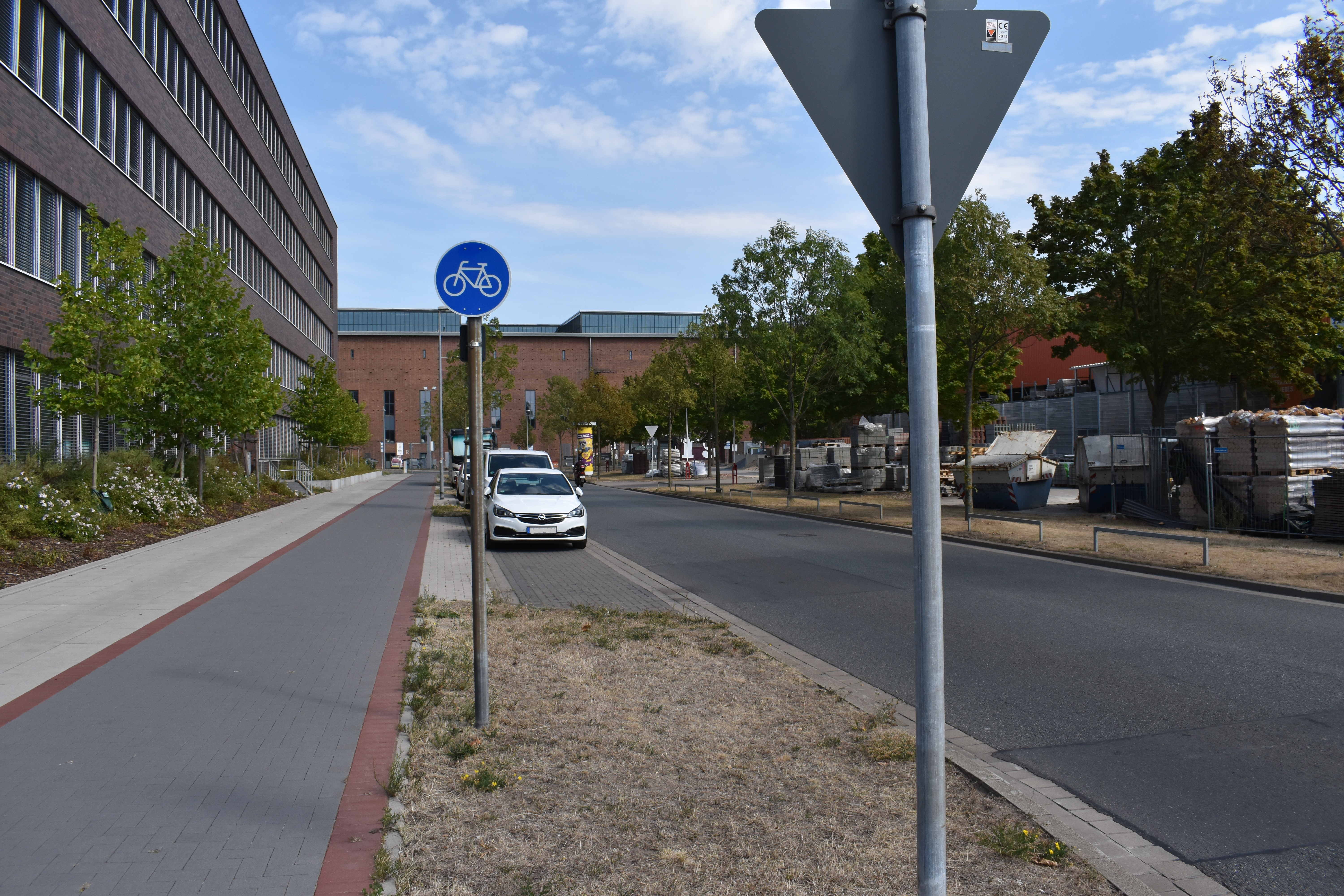
Blick in die Elfriede-Paul-Allee in Hannover-Linden-Süd

- In Hannover-Linden-Süd wurde die Elfriede-Paul-Allee nach ihr benannt.[6]
- In Templin wurde das Kinderheim Elfriede Paul der „Lebenshilfe“ nach ihr benannt.
- Vor ihrem letzten Wohnhaus vor der Verhaftung durch die Gestapo im Sächsischen Palais (Sächsische Straße 63a in Berlin-Wilmersdorf) wurde am 13. Oktober 2010 von Schülern der Robert-Jungk-Oberschule ein Stolperstein verlegt.